# Chiu Hin Chun
Chiu Hin Chun, född 20 augusti 1994, är en hongkongsk roddare.
Chiu Hin Chun tävlade för Hongkong vid olympiska sommarspelen 2016 i Rio de Janeiro, där han tillsammans med Tang Chiu Mang slutade på 19:e plats i lättvikts-dubbelsculler.